# Сули (дим)
Сули (греч. Δήμος Σουλίου) — община в Греции. Создана в 2010 году (ΦΕΚ 87Α) по программе «Калликратис» при слиянии упразднённых общин Ахерон, Парамитья и сообщества Сули. Относится к периферийной единице Теспротия периферии Эпир. Административный центр — малый город Парамитья, исторический административный центр — Самонида (Σαμονίδα). Население 10 063 человек по переписи 2011 года.
В 1932 году (ΦΕΚ 208Α) было создано сообщество Самонида (κοινότητα Σαμονίδας). В 1997 году (ΦΕΚ 244Α) было создано сообщество Сули с центром в Самониде.